# 卡多 (阿拉巴馬州)
卡多（英語：Caddo）是一個位於美國阿拉巴馬州勞倫斯縣的非建制地區。該地的面積和人口皆未知。

## 地理
卡多的座標為34°34′09″N 87°08′24″W / 34.56917°N 87.14000°W，而該地的平均海拔高度為241米（即791英尺）。